# ریا نوروود
ریا مارگارت نوروود (انگلیسی: Rhea Margaret Norwood؛ زادهٔ ۳ ژوئن ۲۰۰۱) بازیگر انگلیسی است. او بیشتر برای نقش ایموژن هینی در مجموعه نوجوانانه نتفلیکس نفس‌گیر (۲۰۲۲ تاکنون) شناخته می‌شود. او همچنین در درام کانال ۴ به نام کنسنت (۲۰۲۳) و کمدی آمازون پرایم کریسمس تو یا من ۲ (۲۰۲۳) حضور داشته است.

## اوایل زندگی و تحصیلات
ریا نُورود در مدرسه هینچلی وود و کالج اشِر تحصیل کرده است. او همچنین عضو تئاتر جوانان رز در کینگستون بود. نُورود در سال ۲۰۲۲ از مدرسه تئاتر بریستول اولد ویک با مدرک کارشناسی هنر در رشته بازیگری حرفه‌ای فارغ‌التحصیل شد.
در سال ۲۰۲۲ به دیابت نوع ۱ مبتلا شد و در سال ۲۰۲۴ به عنوان سفیر دیابت برای خیریه Breakthrough TD1 انتخاب شد.

## حرفه
در سال ۲۰۲۱، نُورود در یک تست بازیگری آزاد برای سریال نوجوانانه نتفلیکس نفس‌گیر شرکت کرد و نقش ایموژن هینی را به دست آورد.
در سال ۲۰۲۲، نورود برای بازی در نقش آلیس در درام مستقل کانال ۴ به نام کنسنت انتخاب شد.
در سال ۲۰۲۳، او نقش بیا را در دنباله کمدی آمازون پرایم به نام کریسمس تو یا من ۲ به دست آورد.
نورود در ژوئن ۲۰۲۴ با بازی در نقش سالی بولز در نمایش کاباره در تئاتر پلی‌هاوس لندن، نخستین حضور خود را در وست اند تجربه کرد.

## فیلم‌شناسی

### فیلم
| سال  | عنوان                      | نقش  | توضیحات      |
| ---- | -------------------------- | ---- | ------------ |
| ۲۰۲۲ | Killing Them With Kindness | ایمی | فیلم کوتاه   |
| ۲۰۲۳ | کریسمس تو یا من ۲          | بیا  | آمازون پرایم |

### تلویزیون
| سال       | عنوان       | نقش         | توضیحات  |
| --------- | ----------- | ----------- | -------- |
| ۲۰۲۲–۲۰۲۴ | نفس‌گیر      | ایموژن هینی | نقش اصلی |
| ۲۰۲۳      | کنسنت       | آلیس        |          |
| ۲۰۲۶      | غرور و تعصب | لیدیا بنت   | ۶ قسمت   |

### تئاتر
| سال  | عنوان  | نقش       | مکان          | منابع  |
| ---- | ------ | --------- | ------------- | ------ |
| ۲۰۲۴ | کاباره | سالی بولز | تئاتر پلی‌هاوس | [ ۱۴ ] |